# ウルトラトップ
ウルトラトップ (Ultratop) は、ベルギーの公式音楽チャートを集計・発表している組織、およびそのチャート名。組織としてのウルトラトップは、IFPI のベルギー支部にあたるベルギー・エンターテイメント協会 (Belgian Entertainment Association、BEA) の主導でつくられた非営利団体である。

## チャートとその地域版
ウルトラトップが運営する音楽チャートは地域言語に応じて2つに分けられており、それはベルギーの文化の違いを反映したものになっている。すなわち、オランダ語を話すフランデレン地域限定のチャートと、フランス語を話すワロン地域限定のチャートがあり、各々がその地域内の流行を反映したチャートとなっている。ウルトラトップが集計する全チャートは3言語で発表される。それは、主にフランデレン地域に向けたオランダ語と、主にワロン地域に向けたフランス語と、英語である。
フランデレン地域で最も重要なチャートは「ウルトラトップ50」と「ウルトラトップ200アルバム」である。ワロン地域で最も重要なチャートは「ウルトラトップ40」と「ウルトラトップ200アルバム」（フランデレン地域の同名チャートとは別）である。これら全てのチャートはレコード売上に応じてランク付けされる。これらのチャートはベルギーのいくつかのラジオ局と、テレビ局（フランデレン地域の TMF Flanders とワロン地域の Plug TV）で放送される。ウルトラトップは、ウルトラトップ・チャートに加えて「Ultratip」というシングル・チャートも運営しており、やはりフランデレン地域とワロン地域に分かれている。

## ウルトラティップ
ウルトラティップ（UltratipまたはUltratip Bubbling Under。Tipparadeとも呼ばれる）は、市販されているシングルのトップ100チャートであり、売上と放送頻度の組み合わせで順位が決められる。ここでいう放送頻度とはラジオとテレビでの放送回数であり、それには放送局の視聴者数、地域、言語が関わってくる。ウルトラティップは、売上のみを反映したウルトラトップ・チャートとは別物だが、放送回数が多いというだけでウルトラティップにランクインすることはできない。